# 1959年越南共和國眾議院選舉

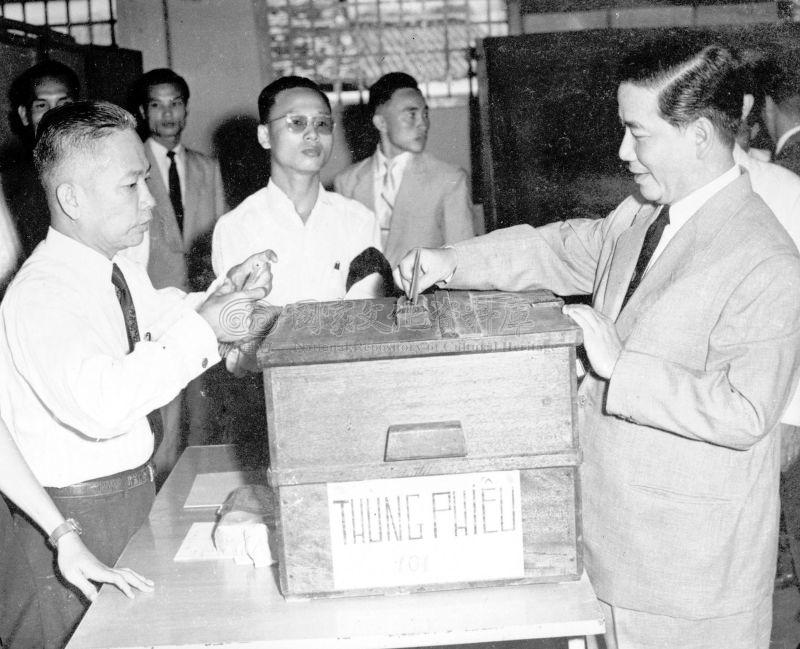
總統吳廷琰參與投票

1959年8月30日，越南共和國举行众议院选举 。這次选举亲政府政黨几乎獲得所有议席，不過仍有两席被反对派獨立人士控制。此次选举時的言论自由比之前的选举更為开放，但是吴廷琰政权仍然继续在选举过程中嚴密控制以阻止共产党製造混亂。

## 结果
| 政党           | 得票数 | % | 獲得議席數 |
| -------------- | ------ | - | ---------- |
| 国民革命运动   |        |   | 78         |
| 越南社会党     |        |   | 4          |
| 越南社会民主党 |        |   | 3          |
| 越南恢复党     |        |   | 2          |
| 民主自由党     |        |   | 2          |
| 亲政府独立人士 |        |   | 32         |
| 反对派独立人士 |        |   | 2          |
| 废票與白票     |        | - | -          |
| 总数           |        |   | 123        |
| 參考：         |        |   |            |

## 爭議
吴廷琰運用各種手法迫害其他政治人物，如报纸不允许公布独立候选人的名字或其政策，禁止举行超过5人的政治集会。候选人会因为各種细故，例如张贴竞选海报不当就丧失选举资格。在乡村地区，候选人被威胁将控以私通越共，可能判处死刑。政府最突出的批评者潘光诞，被允许参加竞选。尽管部署了高達八千名便衣军人进入投票区，潘光诞还是赢得了6–1的比率。吴廷琰在全国调动军队，潘光诞在召集新的集会时遭到逮捕。